# Croton azuensis
Espèce
Classification APG III (2009)
Croton azuensis est une espèce de plantes à fleurs genre Croton et de la famille des Euphorbiaceae, originaire de la République dominicaine.